# بيري غريفز
بيري غريفز (بالإنجليزية: Perry Graves)‏ هو لاعب كرة قدم أمريكية أمريكي، ولد في 6 سبتمبر 1889 في روكفورد في الولايات المتحدة، وتوفي في 9 يناير 1979 في روبنسون في الولايات المتحدة.